# Бергуль (Сєверний район)
Бергуль (рос. Бергуль) — село у Сєверному районі Новосибірської області Російської Федерації.
Входить до складу муніципального утворення Бергульська сільрада. Населення становить 407 осіб (2010).

## Історія
Згідно із законом від 2 червня 2004 року органом місцевого самоврядування є Бергульська сільрада.

## Населення
| 1926 | 2002 | 2007 | 2010 |
| ---- | ---- | ---- | ---- |
| 474  | ↘450 | ↘449 | ↘407 |